# 7740 Petit
7740 Petit eller 1983 RR2 är en asteroid i huvudbältet som upptäcktes den 6 september 1983 av den amerikanske astronomen Edward L.G. Bowell vid Anderson Mesa Station. Den är uppkallad efter den franske astronomen Jean-Marc Petit.
Asteroiden har en diameter på ungefär 5 kilometer och den tillhör asteroidgruppen Vesta.